# Speranza Montefeltro de Pietrarubbia
Speranza Montefeltro de Pietrarubbia va ser comte de Pietrarubbia el desembre del 1305, cap de la Lliga d'amics de la Marca formada per les milícies de Fabriano, San Severino i Matelica al setembre del 1312, i després a sou de l'emperador, va ser excomunicat l'octubre del 1320. Fou aliat sempre de Frederic I Montefeltro contra els güelfs i va rebre el suport del seu cosí Siginolf I Montefeltro en algunes de les seves accions de govern, però va conspirar contra aquest per apoderar-se d'Urbino i va ser descobert i expulsat l'agost del 1334, apareixent més tard a Toscana, on va morir el 1345. Va deixar un fill, Angelo, i aquest també un fill, Nicola, capità de l'exèrcit de Florència el 1373.